# 梭发那·富马
梭發那·富馬亲王（1901年10月7日—1984年1月10日），老挝中立派首相（1951－1954、1960、1962、1974－1975）。

## 生平
梭發那·富馬生于琅勃拉邦王族家庭，西萨旺·冯國王的外甥，老挝副王汶孔亲王之子，兄长是老挝副王佩差拉亲王，同父異母兄弟是老挝国家主席苏发努冯亲王。早年和苏发努冯被兄长佩差拉亲王送到法国巴黎大学留学，學習土木工程。1931年回國，在法屬印度支那公共工程局工作。日本戰敗後他與同父異母弟蘇發努馮參加老撾伊沙拉（自由老撾）和永珍臨時政府。法國重新占領寮國時他流亡曼谷。1951年他组成第一届联合政府，此后又三次出任首相。1975年老挝人民民主共和国建国后他离职。